# Orbit@home
Orbit@home és un projecte de computació distribuïda basada en BOINC de la Planetary Science Institute. S'utilitza l'Orbit Reconstruction, Simulation and Analysis estructura per optimitzar les estratègies de cerca que s'utilitzen per trobar els objectes propers a la Terra.
El 4 de març de 2008, Orbit@home va completar la instal·lació del seu nou servidor i s'obria oficialment als nous membres.
L'11 d'abril de 2008, Orbit@home va llançar una versió per a Windows del seu client.
El 16 de febrer de 2013, el projecte es va aturar per falta de subvencions. No obstant això, el 23 de juliol de 2013, es va seleccionar el projecte orbit@home per al finançament pel programa d'Observació d'Objectes Propers a la Terra de la NASA. Segons el lloc web és per reprendre les operacions en algun moment de 2014 o 2015.